# Rodney Dangerfield
Rodney Dangerfield (născut Jacob Rodney Cohen; n. 22 noiembrie 1921, Babylon⁠(d), New York, SUA – d. 5 octombrie 2004, Westwood, California, SUA) a fost un comic, actor, scenarist și producător american. A devenit cunoscut pentru umorul său depreciativ, deviza⁠(d) sa fiind „I don't get no respect!”, și monologurile sale pe teme asemănătoare.
Și-a început cariera de comic la Fantasy Lounge din New York City. Spectacolele sale au crescut în popularitate datorită prezenței sale în diverse talk-show-uri nocturne⁠(d) pe parcursul anilor 1960 și 1970, devenind în cele din urmă invitatul principal al cazinourilor din Las Vegas. A formulat lozinca „I don't get no respect!” în timp ce încerca să-și îmbunătățească glumele. După ce a primit o reacție pozitivă din partea publicului, aceasta a devenit un element esențial al spectacolelor sale de comedie.
A apărut în câteva filme - cum ar fi The Projectionist⁠(d) - de-a lungul anilor 1970, dar a intrat în atenția publicului odată cu rolul unui jucător de golf în comedia Pășunea snobilor⁠(d) (1980). Au urmat alte două filme de succes - Bani câștigați ușor⁠(d) (1983) și Din nou la școală⁠(d) (1986). A fost implicat în diferite proiecte cinematografice până la finalul vieții, în special în filme de comedie, cu excepția unui un rol în filmul dramatic Născuți asasini⁠(d) din 1994. După anul 2000, problemele de sănătate l-au împiedicat să-și continue activitatea. A intrat în comă din cauza complicațiilor apărute după o intervenție chirurgicală la valva cardiacă și a încetat din viață o lună mai târziu.

## Biografie
Rodney Dangerfield s-a născut Jacob Rodney Cohen în Deer Park, New York, la 22 noiembrie 1921. Fiul lui Dorothy „Dotty” Teitelbaum și al lui Phillip Cohen, actor de vodevil. Familia sa era de origine evreiască. Mama lui s-a născut în Imperiul Austro-Ungar. Phillip Cohen era rareori acasă; fiul său îl vedea doar de două ori pe an. Ani mai târziu, Cohen i-a cerut iertare fiului său pentru singurătatea trăită în copilărie.
Relația dintre Rodney și mama sa a fost foarte rece. De-a lungul copilăriei sale, aceasta nu l-a sărutat sau îmbrățișat și nu a dat niciodată dovadă de afecțiune. Într-un interviu cu Howard Stern⁠(d) din 25 mai 2004, Dangerfield a declarat că a fost molestat de un bărbat din cartierul său. Acesta îi oferea 5 cenți și îl săruta timp de cinci minute.
După ce tatăl său i-a abandonat, restul familia s-a mutat în Kew Gardens, Queens⁠(d). Dangerfield a urmat studiile la Liceul Richmond Hill⁠(d) și a absolvit în 1939. A livrat cumpărături și a vândut atât ziare, cât și înghețată pe plaja pentru a-și întreține familia.
La vârsta de 15 ani, a început să scrie glume pentru comici în timp ce susținea spectacole la Nevele, o stațiune din Ellenville, New York⁠(d). Mai târziu, la vârsta de 19 ani, și-a schimbat legal numele în Jack Roy. A avut probleme financiare timp de nouă ani, la un moment dat fiind angajat pe post de ospătar cântăreț. A lucrat ca vânzător de tablă de aluminiu la mijlocul anilor 1950 pentru a-și întreține soția și familia. Dangerfield s-a retras din comedie spre finalul anilor 1960, susținând ani mai târziu că era atât de necunoscut în showbiz în acel moment încât „eram singurul care știa că am renunțat”.

## Cariera
La începutul anilor 1960, a revenit pe scenă. Deși lucra în continuare ca vânzător pe timpul zilei, a început să susțină spectacole la hoteluri din Munții Catskill⁠(d). A adunat datorii de aproximativ 20.000, iar numărul show-urilor sale s-a redus. Ajuns la apogeu, obișnuia să glumească despre această situație, spunând că „am susținut spectacole într-un singur club - erau atât de ieșite din comun încât au fost recenzate în revista Field & Stream⁠(d)”.
A conștientizat că îi lipsește personalitatea scenică, una pe care publicul să o placă și prin care să iasă în evidență. După ce a fost ignorat de cluburile dedicate spectacolelor de comedie, a revenit acasă și a început să dezvolte imaginea unui personaj urmărit de ghinion.
A adoptat numele de scenă Rodney Dangerfield, acesta fiind utilizat de Jack Benny⁠(d) în programul său radio începând din 21 decembrie 1941. De asemenea, a fost pseudonimul lui Ricky Nelson⁠(d) în serialul de televiziune The Adventures of Ozzie and Harriet⁠(d) și numele unui cântăreț necunoscut al casei de discuri Camp Records⁠(d). Personajul interpretat de Benny a reprezentat o influență puternică asupra personalității sale scenice. Conform serialului Biography⁠(d), Benny l-a vizitat pe Dangerfield în culise după un spectacol și l-a complimentat pentru stilul său de comedie. Totuși, Jack Roy a rămas numele adevărat al lui Dangerfield, după cum a menționat chiar el în câteva interviu.

### Primele succese
În martie 1967, emisiunea The Ed Sullivan Show⁠(d) a avut nevoie urgentă de un înlocuitor pentru un act de comedie, iar Dangerfield a devenit elementul surpriză al show-ului. Acesta a început să fie cap de afiș în spectacolele din Las Vegas și a continuat să apară în The Ed Sullivan Show. De asemenea, era deseori invitat în emisiunea The Dean Martin Show⁠(d) și a apărut în The Tonight Show⁠(d) de peste 70 de ori.
În 1969, Rodney Dangerfield și prietenul său Anthony Bevacqua au construit clubul de comedie Dangerfield's⁠(d) în New York City, un loc în care putea susține spectacole în mod regulat fără să fie obligat să călătorească constant. Clubul a rămas în funcțiune până în 14 octombrie 2020. Dangerfield's a fost locul în care au fost realizate numeroase show-uri de stand-up de HBO cu comici precum Jerry Seinfeld, Jim Carrey, Tim Allen, Roseanne Barr, Robert Townsend⁠(d), Jeff Foxworthy, Sam Kinison, Bill Hicks⁠(d), Rita Rudner⁠(d), Andrew Dice Clay⁠(d), Louie Anderson, Dom Irrera⁠(d) și Bob Saget. 
În 1978, Dangerfield a fost invitat să susțină discursul principal la Universitatea Harvard în cadrul unei ceremonii anuale pentru seniori cu o zi înainte de deschiderea anului universitar.
Albumul său de comedie No Respect din 1980 a câștigat un Premiu Grammy. Una dintre emisiunile sale a prezentat un număr muzical, „Rappin’ Rodney”, care a apărut pe albumul său Rappin’ Rodney⁠(d) din 1983. În decembrie 1983, videoclipul melodiei „Rappin’ Rodney” a devenit unul dintre primele succese ale canalului de televiziune MTV. Don Novello⁠(d) și Pat Benatar⁠(d) au avut roluri cameo în videoclip. Cei doi apar într-o scenă din visul lui Dangerfield în care acesta este condamnat la moarte și nu este respectat nici măcar în Rai, porțile fiind închise înainte ca acesta să poată intra.

### Apogeul carierei
Deși cariera sa de actor a început mult mai devreme, având roluri în filme obscure precum The Projectionist (1971), a obținut succes abia cu aparițiile din filmele de comedie ale anilor 1980.
Una dintre cele mai memorabile roluri ale sale a fost în Pășunea snobilor din 1980, interpretând rolul unui dezvoltator imobiliar nouveau riche⁠(d), oaspete al unui club de golf, care intră în conflict cu judecătorul Elihu Smails (interpretat de Ted Knight⁠(d)). Deși inițial rolul său era unul minor, Dangerfield, Chevy Chase și Bill Murray s-au dovedit a fi maeștri ai improvizației, iar timpul lor pe ecran a fost extins, fapt care i-a nemulțumit pe unii colegi de distribuție. Recenziile inițiale au lăudat interpretarea remarcabilă a lui Dangerfield. Prezența sa în distribuția filmului Pășunea snobilor a contribuit la obținerea rolurilor din Bani câștigați ușor și Din nou la școală. Spre deosebire de personalitatea scenică ghinionistă, personajele sale din filme au fost portretizate ca fiind de succes și în general populare.
De-a lungul anilor 1980, Dangerfield a apărut într-o serie de reclame pentru berea Miller Lite⁠(d). De asemenea, a apărut în videoclipurile muzicale „Tell Her About It⁠(d)” (Billy Joel) și „Dancing on the Ceiling⁠(d)” (Lionel Richie).
În 1990, Dangerfield a fost implicat într-un pilot de televiziune pentru NBC intitulat Where's Rodney? Actorul Jared Rushton⁠(d) urma să interpreteze rolul unui adolescent pe nume Rodney, care îl invoca pe Dangerfield de fiecare dată când avea nevoie de îndrumare în viață. Serialul nu a fost cumpărat. Spre deosebire de rolurile sale comice din filme, acesta a interpretat un tată abuziv în Născuți asasini într-o scenă pentru care și-a scris singur toate replicile.
Nu i s-a oferit calitatea de membru al Academia Americană a Artelor și Științelor Filmului în 1995 de către Roddy McDowall. După protestele fanilor, academia și-a schimbat decizia, însă Dangerfield a refuzat calitatea de membru.
În martie 1995, Dangerfield a devenit prima celebritate care a deținut un site web personal și a creat conținut. Acesta interacționa cu fanii care îi vizitau site-ul prin intermediul unui link cu textul „E-mail me”. Pagina sa web a devenit atât de cunoscută încât a ajuns pe lista revistei Websight cu „Cei mai influenți 100 de oameni de pe web”.
Dangerfield a apărut într-un episod din The Simpsons intitulat „Burns, Baby Burns⁠(d)”, unde l-a interpretat pe Larry Burns, fiul personajului Montgomery Burns. De asemenea, a apărut într-un episod din Home Improvement⁠(d). Acesta a apărut în filmul Copiii Iadului⁠(d) (2000) al lui Adam Sandler, interpretându-l pe Lucifer, tatăl lui Satan (Harvey Keitel) și bunicul lui Nicky (Sandler).
Influența sa a fost recunoscută de Institutul Smithsonian, care a expus una dintre celebrele sale cămăși albe și cravatele roșii. Când i-a înmânat cămașa curatorului, Rodney i-a spus: „Am impresia că o vei folosi pentru a curăța avionul lui Lindbergh”.
Dangerfield a contribuit enorm la cariera actorului de comedie Jim Carrey. În anii 1980, după ce l-a văzut pe Carrey susținând un spectacol la clubul The Comedy Store⁠(d) din Los Angeles, Rodney i-a oferit șansa să susțină spectacolele de deschidere din clubul Dangerfield's din Las Vegas. Cei doi au plecat în turnee împreună timp de încă doi ani. Când Dangerfield a sărbătorit împlinirea vârstei de 80 de ani în cadrul The Tonight Show cu Jay Leno în noiembrie 2001, Carrey a apărut în emisiune și i-a mulțumit pentru sprijinul acordat.

## Viața personală
Dangerfield a fost căsătorit de două ori cu Joyce Indig. S-au căsătorit pentru prima dată în 1951 și au divorțat în 1961. S-au recăsătorit în 1963 și au divorțat din nou în 1970, cu toate că Rodney a trăit în mare parte separat de familia sa. Cuplul a avut doi copii: Brian Roy (născut în 1960) și fiica Melanie Roy-Friedman, născută după ce părinții ei s-au recăsătorit. Din 1993 până la moartea sa, Dangerfield a fost căsătorit cu Joan Child, pe care a cunoscut-o pe Santa Monica Beach⁠(d).
În 1980, acesta locuia într-un apartament din Upper East Side, Manhattan cu o menajeră, pudelul său Keno și cel mai apropiat prieten al său, Joe Ancis, pe care Dangerfield l-a numit „cel mai amuzant om. în lume”. Ancis, pe care Roseanne Barr l-a descris ca fiind „prea distrus din punct de vedere psihologic pentru a putea trăi singur într-o lume infestată de germeni”, a locuit cu Dangerfield până la moartea sa în 2001.
Lui Dangerfield îi displăcea faptul că era confundat cu personajul său scenic. Deși soția sa Joan l-a descris drept „clasic, gentilom, sensibil și inteligent”, acesta era deseori considerat un ratat, fapt documentat în autobiografia sa It's Not Easy Bein' Me: A Lifetime of No Respect but Plenty of Sex and Drugs din 2004. În această carte, Dangerfield a abordat subiectul consumului său de marijuana. Titlul inițial al cărții era My Love Affair with Marijuana.
Deși era evreu, Dangerfield a declarat că este ateu în timpul unui interviu cu Howard Stern din 25 mai 2004. Dangerfield a adăugat că este un ateu „logic”.

## Moartea

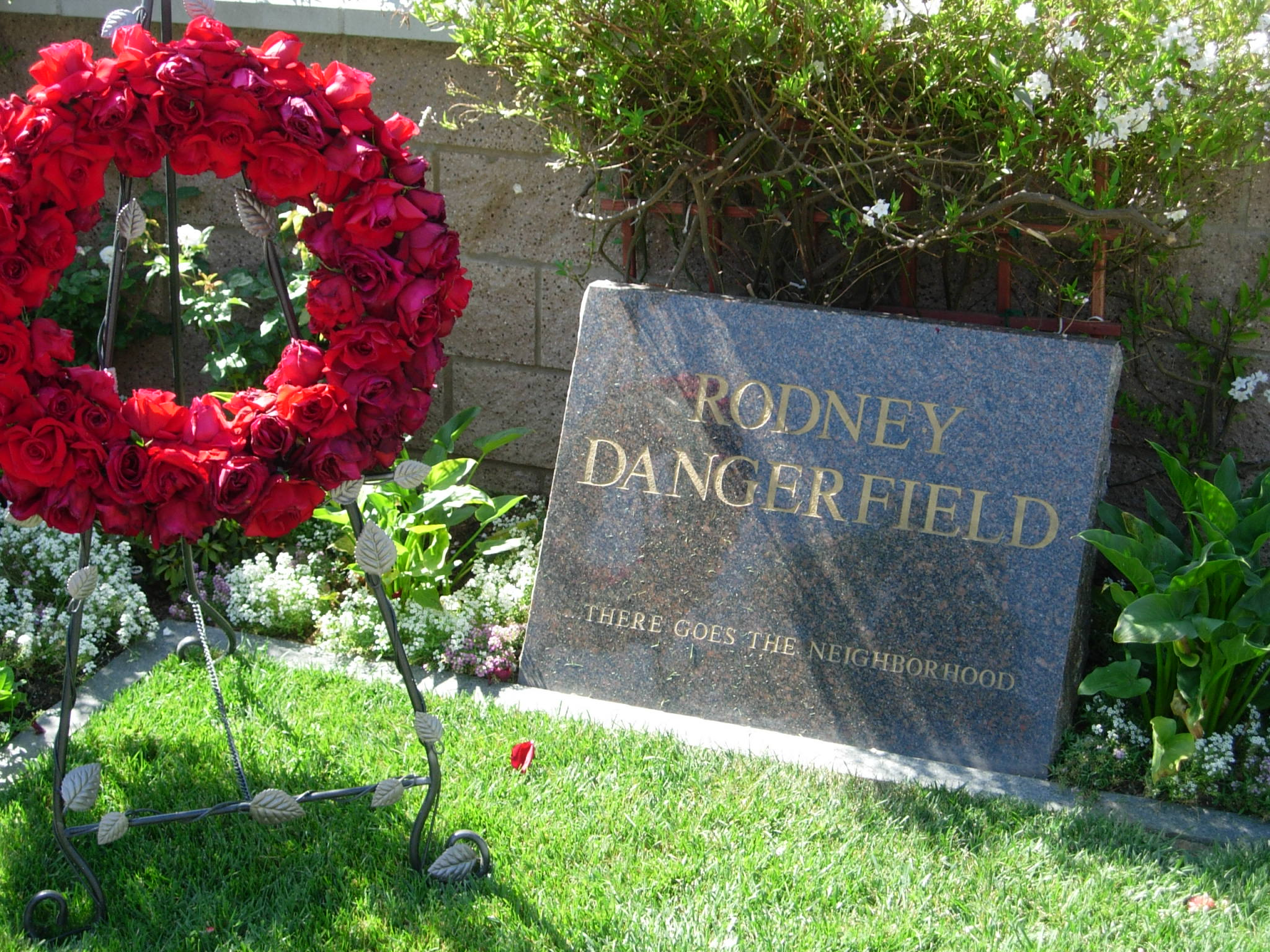
Piatra sa funerară cu textul „There goes the neighborhood” în cimitirul Westwood Village Memorial Park.

Pe 22 noiembrie 2001, la vârsta de 80 de ani, Dangerfield a suferit un atac de cord în timpul unui spectacol de stand-up la The Tonight Show. Gazda Jay Leno a observat că ceva nu era în regulă cu gesturile lui Dangerfield și i-a cerut producătorului său să cheme paramedicii. Pe parcursul spitalizării, personalul medical a fost deranjat de faptul că acesta fuma marijuana în salonul său. Dangerfield a revenit la Tonight Show un an mai târziu, susținând un spectacol cu ocazia împlinirii a 81 de ani.
Pe 8 aprilie 2003, Dangerfield a suferit o intervenție chirurgicală pe creier pentru a-i fi îmbunătățit fluxul de sânge. Aceasta era necesară pentru a rezista unei intervenții ulterioare pe cord în vederea înlocuirii valvei cardiace. Operația pe inimă a avut loc pe 24 august 2004. Odată ajuns la Universitatea din California, Los Angeles Medical Center⁠(d), acesta a fost întrebat cât timp va sta în spital. Răspunsul său a fost unul tipic: „Dacă totul merge bine, aproximativ o săptămână. Dacă nu, aproximativ o oră și jumătate.” Dangerfield nu și-a revenit din anestezie și a încetat din viață din cauza complicațiilor șase săptămâni mai târziu pe 5 octombrie 2004 la vârsta de 82 de ani.
Dangerfield a fost înmormântat în cimitirul Westwood Village Memorial Park⁠(d) din Los Angeles. În ziua morții sale, gluma zilei aleasă aleatoriu pe site-ul său personal a fost „Îți spun că nu sunt respectat de nimeni. Am cumpărat un loc în cimitir. Tipul a spus: „There goes the neighborhood!”. Acest lucru a determinat-o pe soția sa, Joan Dangerfield, să pună textul „There goes the neighborhood” pe piatra funerară.
Văduva lui Dangerfield a organizat un eveniment în care cuvântul „respect” a fost scris pe cer, în timp ce fiecărui oaspete i s-a oferit un fluture Monarh viu pe care să-l eliberez în timpul unei ceremonii conduse de Farrah Fawcett.

## Discografie

### Albume
| Titlu                                  | An          |
| -------------------------------------- | ----------- |
| The Loser / What's In A Name (reissue) | 1966 / 1977 |
| I Don't Get No Respect                 | 1970        |
| No Respect                             | 1980        |
| Rappin' Rodney                         | 1983        |
| La Contessa                            | 1995        |
| Romeo Rodney                           | 2005        |
| Greatest Bits                          | 2008        |